# Manuel Díaz Martínez
Manuel Dionisio Díaz Martínez (L'Avana, 8 aprile 1874 – Rochester, 20 febbraio 1929) è stato uno schermidore cubano, vincitore di due medaglie d'oro nella scherma ai giochi olimpici.